# イースト・アクトン駅
イースト・アクトン駅（イースト・アクトンえき、英語: East Acton station）は、ウェスト・ロンドンにあるロンドン地下鉄セントラル線の鉄道駅である。1920年8月3日開業。トラベルカード・ゾーンはトラベルカード・ゾーン2に属している。

## 駅構造
2面2線の相対式ホームを持つ地上駅。ホームは東西方向に伸びており、都心方面の東行きの列車は東を先頭に、ノース・アクトン駅方面の列車は西を先頭にして発着する。

## バス路線
ロンドンバスの7、70、72、228、272、283系統が当駅を経由する。

## 隣の駅
ロンドン交通局
ロンドン地下鉄
■セントラル線
ノース・アクトン駅 - イースト・アクトン駅 - ホワイト・シティー駅

## ギャラリー

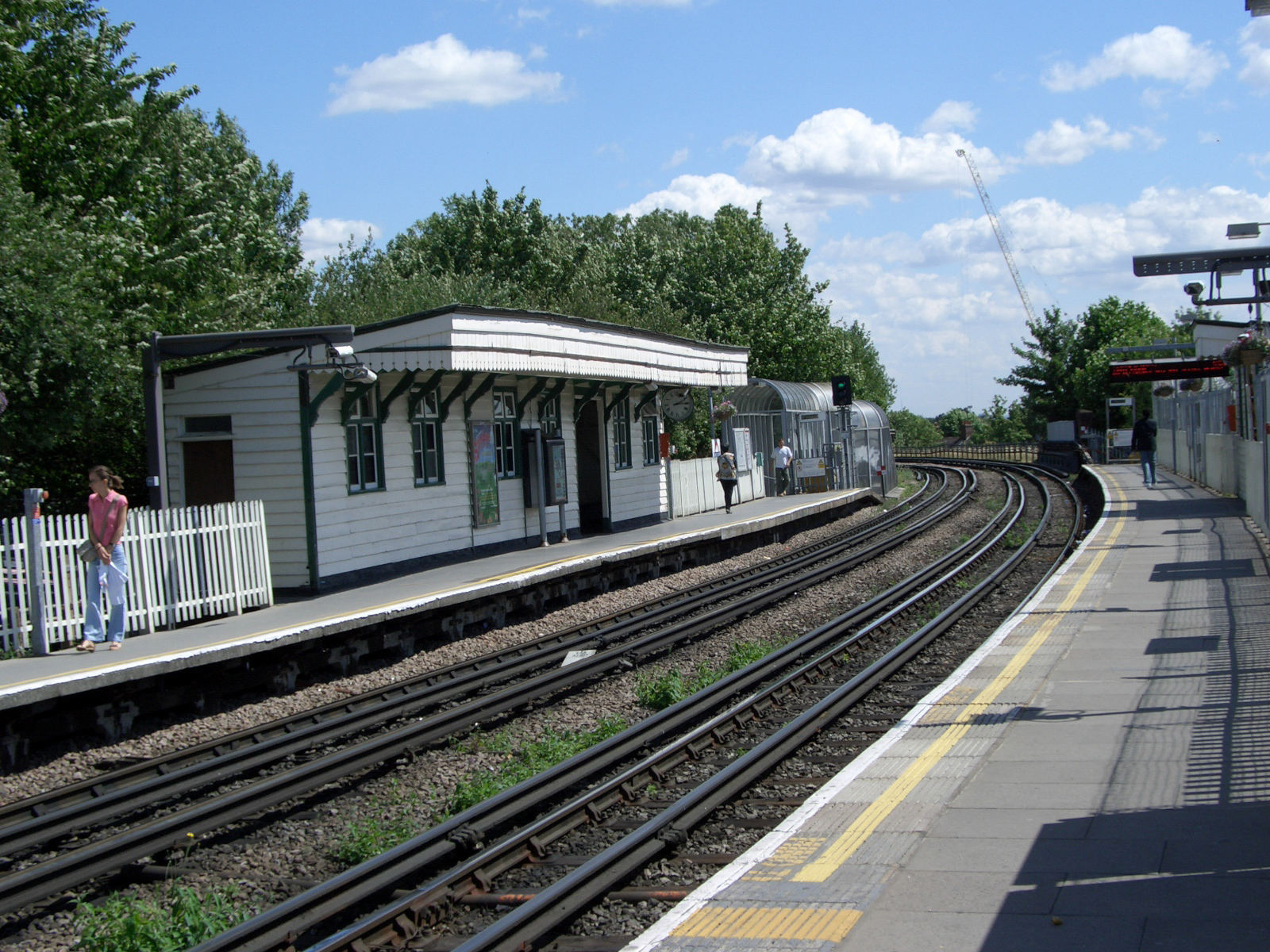
プラットホームの東側にある小さいシェルター
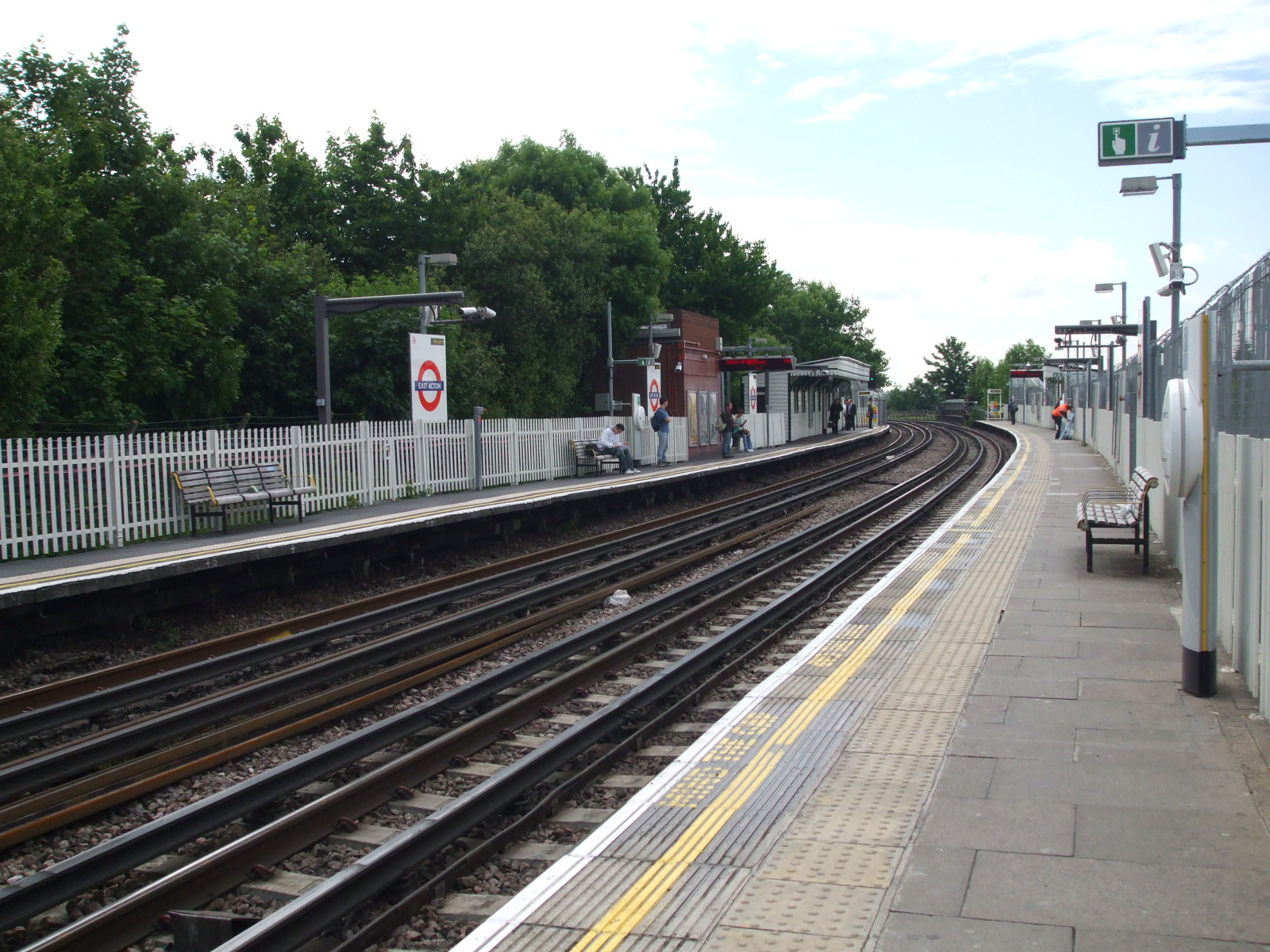
東を見る
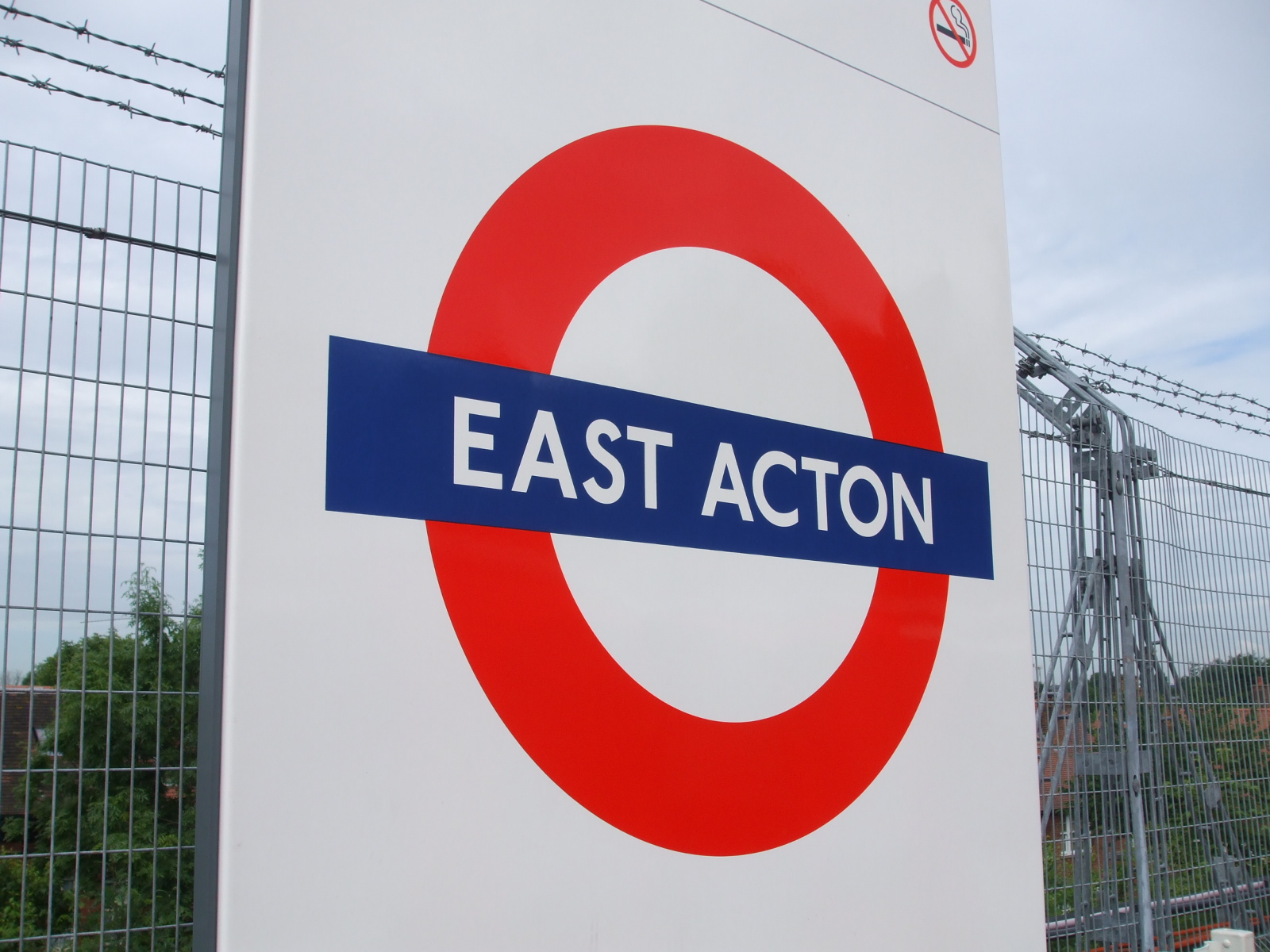
プラットホームの西側にあるラウンデル